# Glottidium
Glottidium là một chi thực vật có hoa trong họ Đậu.